# Sleep (banda)
Sleep é uma banda de stoner rock de San Jose, Califórnia. Durante o final dos anos 1980, Al Cisneros, Tom Choi, Chris Hakius e Matt Pike formaram uma banda de crust punk chamada Asbestos Death, lançando dois singles 7" . Aproximadamente  em 1990,  Tom Choi deixou a banda e foi substituído por Justin Marler. O nome da banda então muda para Sleep.    

## História
Vindos de Vale do Silício/San Jose, Califórnia, nos E.U.A é formada a banda de Stoner Rock , Sleep uma evolução natural da banda crust punk dos anos 1990, Asbestos Death que era formado por Cisneros, Hakius e guitarrista Tom Choi. O Asbestos Death tornou-se um quarteto com a entrada de Matt Pike (atual High On Fire) na guitarra, e registrou 2 singles - Dejection for Profane Existencee Unclean. Choi sai da banda e mais tarde  tocaria com as bandas Operator Generator, It's I, Noothgrush e  hoje em dia, toca com o Black Jets. O Asbestos Death recrutou Justin Marler como substituto de Choi e troca seu nome para Sleep.    
O debut deles - Volume A - foi lançado em 1991. Frequentemente comparado a bandas como Saint Vitus, o Sleep logo ganhou dedicados fãs dentro, dentro da cena Stoner Rock, naquela época, ainda pequena e impressiona-os com o seu som. A banda busca um direcionamento lisérgico para o seu som, assim como na vida pessoal dos outros membros. O integrante Marler deixou a banda  para levar uma vida Monástica, deixando a banda como um power trio.    
A gravadora Earache Records recebeu uma demo-tape da banda pelo correio. Gravado por Billy Anderson que os produz no estúdio Razors Edge em San Francisco, a fita mostra o amor da banda pelo som retrô, dos descarado riffs a lá Black Sabbath/Blue Cheer, até a  fixação deles por aparelhagem vintage anos 1970, com amplificadores Matamp de cor vermelho e laranja. O selo imediatamente assina com a banda e lança a fita exatamente como foi recebido. 
Em Março de 1993, o álbum Sleep's Holy Mountain chega nas lojas.    
O álbum Sleep's Holy Mountain é extensamente-considerado como o pináculo criativo da banda, considerado também um dos melhores álbuns de stoner rock de todos os tempos. O lançamento do álbum foi seguida por uma potencial oferta lucrativa da London Records, e assim a banda assina com eles.  
Por esse contrato, em 1995 eles começam a trabalhar no terceiro álbum da banda. Batizado de Dopesmoker, o álbum era de fato uma única canção que com mais de uma hora em comprimento. O álbum foi mostrado a London Records, que declara que era impossível vender esse tipo de álbum e que não poderia ser lançado. Assim, a banda volta ao estúdio e submete-se a segunda tentativa  ao álbum novo. Eles mudaram o título para Jerusalem, re-escrevem algumas das letras e apararam a música até ficar em 52 minutos, mas era essencialmente o mesmo álbum e a canção Dopesmoker. A London Records se recusa novamete a lança-lo. Frustrados e realmente infelizes com a situação, os membros decidem acabar com a banda.
Em 1998, Jerusalem foi lançado como um "pirata" oficial por um amigo do grupo. Os ex-membros da falecida banda tinham conhecimento completo do ocorrido e com isso, a total aprovação do lançamento. Em 1999, Jerusalem foi lançado oficialmete pela gravadora Music Cartel nos EUA e Rise Above Records  na Europa. 
Finalmente, em 2003 a versão original de Dopesmoker foi lançada oficialmente através de Tee Pee Records. É considerado a versão definitiva do álbum. Uma versão da música pode ser ouvida na trilha sonora do filme Flores Partidas de Jim Jarmusch. Dos ex-membors da banda, o guitarrista Matt Pike segue com a sua banda de Stoner Metal, High on Fire e Justin Marler (hoje em dia, vivendo como um monge) e Matt Haikus formaram a banda de stoner rock, The Sabians.

## Integrantes
- Al Cisneros - baixo & vocal (1990–1998, 2009–presente)
- Matt Pike - guitarra (1990–1998, 2009–presente)
- Jason Roeder – bateria (2010–presente)
- Chris Haikus - bateria (1990–1998, 2009)
- Justin Marler - guitarra (1990–1991)

## Discografia

### Álbuns de estúdio
- Volume One (1991)
- Sleep's Holy Mountain (1992)
- Jerusalem (1999)
- Dopesmoker (2003)
- The Sciences (2018)

### EPs
- Volume 2 (1992)

### Coletâneas
- Masters Of Misery - A Earache Tribute To Black Sabbath (1992)
- Broken Flowers - Original Soundtrack Movie (2005)